# Bengalia varicolor
Bengalia varicolor är en tvåvingeart som först beskrevs av Fabricius 1805.  Bengalia varicolor ingår i släktet Bengalia och familjen spyflugor. Inga underarter finns listade i Catalogue of Life.